# Saw (film, 2003)
Saw (nebo také Saw 0.5) je australský krátkometrážní hororový film z roku 2003, který režíroval James Wan. Snímek je předlohou pro Saw: Hra o přežití, který byl natočen následujícího roku.

## Děj
Mladý David byl zajat a probudil se na neznámém místě s převrácenou medvědí pastí na hlavě. Dostal na výběr — pokud chce přežít, musí najít klíč, který má v žaludku muž, který leží na zemi vedle něj. Získat jej může jediným způsobem — prořezat se muži do žaludku skalpelem. Druhá možnost je nechat medvědí past připevněnou na Davidova ústa rozevřít.